# عنکبوت چتری فلزی
عنکبوت چتری فلزی (نام علمی: Poecilotheria metallica) نام یک گونه از سرده عنکبوت‌های ببری است.